# Gewaltbereitschaft
Der Begriff Gewaltbereitschaft beschreibt die Neigung einer Person, Gewalt anzuwenden. Der Mensch unterliegt dabei verschiedenen natürlichen Hemmschwellen, die die Gewaltbereitschaft einschränken. Diese können durch ethische Grundsätze, Erziehung, soziales Umfeld u. Ä. geprägt werden und sind dem Menschen nicht immer bewusst.

## Theoretische Erklärungsmodelle erhöhter Gewaltbereitschaft
Es gibt verschiedene Ansätze, die erhöhte Bereitschaft zur Gewaltanwendung theoretisch zu begründen. Ein Erklärungsmuster entwickelt aggressive Verhaltensmuster aus der Evolution: Ohne aggressive Verhaltensmuster sei die Chance auf Überleben der Art verringert. Viele ältere Theorien, etwa Konrad Lorenz, halten Aggression auch beim Menschen für einen echten Instinkt. Andere ältere Theorien entwickeln Aggression aus der Frustration oder aus Lernprozessen. Auch Sigmund Freud geht von aggressiven Trieben als Grundbestandteil der menschlichen Psyche aus.
Neuere Forschungen untersuchen das komplexe Zusammenwirken verschiedener Einflüsse:
- genetische Veranlagung
- physiologische Steuerung (Hormone, Neurotransmitter usw.)
- psychische Motive
- soziale Einflüsse
- Stresssituationen

Ein häufiger Ansatz ist die Erklärung erhöhter Gewaltbereitschaft aus der familiären Situation. Gewaltbereite Jugendliche kämen häufig aus einem familiären Umfeld, in dem Gewalt an der Tagesordnung sei. Ein anderer Ansatz untersucht die Auswirkungen des kindlichen Gewaltkonsums durch Medien und Computerspiele.
Zur Bewertung der Wirkung medialer Gewalt auf die Gewaltbereitschaft gibt es verschiedene Ansätze. Die Katharsis-Hypothese legitimiert die Gewalt in Medien und Spielen als Möglichkeit, Gewaltpotentiale sozial unschädlich auszuleben und abzubauen. Die Imitations-These geht dagegen davon aus, dass Kinder Gewalt in Medien und Spielen in ihrem Alltag imitieren (etwa Albert Bandura und Jo Groebel, Direktor des Europäischen Medieninstituts in Düsseldorf). Ähnlich geht auch die Stimulations-Theorie davon aus, dass der Konsum gewaltdarstellender Filme und Spiele die reale Gewaltbereitschaft förderten. Die Inhibitions-Hypothese untersucht, ob das Beobachten medialer Gewalt bei den Kindern aggressive Impulse erzeugt und wie solche Impulse kontrolliert werden. Die Abstumpfungs-Hypothese, vertreten etwa von den Bochumer Psychologen Rita Steckel und Clemens Trudewind, geht davon aus, dass der mediale Gewaltkonsum das Mitleid mit den Opfern senke und Hemmschwellen abbaue.
Bei der Diskussion um die Förderung der Gewaltbereitschaft durch Medien und PC-Spiele ist ein Aspekt die Debatte um die Unabhängigkeit medialer Forschung. Hier wird von Seiten der Forscher häufig unterstellt, dass die Medienproduzenten bewusst verhinderten, dass die deutlichen Zusammenhänge zwischen Formen jugendlicher Gewalt und medialer Gewaltdarstellung offengelegt würden. Als Beispiel werden in diesem Zusammenhang oft Amokläufe von Jugendlichen angeführt.
Warum von Millionen Spielern solcher Spiele nur Einzelne gewalttätig werden, kann die Forschung bislang nicht erklären.

## Gewaltbereitschaft und Religion
Einer Studie zufolge neigen muslimische Jugendliche umso stärker zu Gewalt, je stärker sie sich ihrer Religion verbunden fühlen. Wer besonders religiös lebt, greift sogar häufiger zu Gewalt. Nach der Studie ist unter den christlichen Jugendlichen eine entgegengesetzte Tendenz zu beobachten, wonach mit zunehmender Religiosität eine abnehmende Gewaltbereitschaft zu verzeichnen ist. Dafür nehmen bei muslimischen Jugendlichen der Drogenkonsum und Eigentumsdelikte bei steigender Religiosität ab.

## Desensibilisierung der Hemmschwellen im Militär
Aus Studien des Zweiten Weltkriegs ist bekannt, dass Soldaten bewusst menschliche Ziele (engl. soft target) verfehlten. Brigadegeneral S. L. A. Marshall hatte das Verhalten von Soldaten im Einsatz untersucht. Dabei kam er zu dem Ergebnis, dass nur 15 bis 20 Prozent der Soldaten gezielt auf einen sichtbaren Gegner schossen.
Aufgrund dieser Erkenntnisse, deren Entstehung heute teilweise umstritten ist, entwickelte das amerikanische Militär Trainingsmethoden, die die Gewalt- und Tötungsbereitschaft erhöhen. Desensibilisierung wird dabei unter anderem durch stetige Konfrontation mit Gewaltszenen erreicht. Unter operanter Konditionierung versteht man den Aufbau von Reaktionsschemata, unmittelbar auf einen auftauchenden Gegner zu schießen. Kritiker, wie Dave Grossman, weisen darauf hin, dass der heutige kindliche Medienkonsum zum Teil solchen Desensiblisierungsprogrammen gleiche.
Im Konzept der Rollenmodelle werden den Soldaten in der Ausbildung die Ausbilder als Muster gewalttätigen Verhaltens gegenübergestellt. Analysen der wachsenden Gewaltbereitschaft Jugendlicher verweisen darauf, dass die Medien Kindern und Jugendlichen ähnliche Rollenvorbilder zur Verfügung stellten. Dies führt zum Teil zu Verbotsdiskussionen quer durch die politischen Parteien.